# Cyrtulus
Cyrtulus là một chi ốc biển, là động vật thân mềm chân bụng sống ở biển trong họ Fasciolariidae.

## Các loài
Các loài trong chi Cyrtulus gồm có:
- Cyrtulus serotinus Hinds, 1843[2]: loài điển hình by monotypy